# Alexandria Ocasio-Cortez
Alexandria Ocasio-Cortez (/ oʊˌkɑːsioʊ kɔːrˈtɛz /; spanyol: [oˈkasjo koɾˈtes], Bronx, New York, 1989. október 13. –) amerikai politikus. Közismert, a közösségi médiában is használt neve: AOC. A Demokrata Párt tagja és 2019 óta New York 14. körzetének kongresszusi képviselője. A körzetébe tartozik Bronx keleti területe, észak-Queens és a Rikers Island.
Ocasio-Cortez 2018. június 26-án nyert országos ismertséget, amikor megnyerte a Demokrata Párt előválasztását a New York-i 14-es körzetben. Meglepetést jelentett, mikor legyőzte Joe Crowleyt, aki tíz cikluson át volt a körzet képviselője. A 2018. november 6-i általános választásokon pedig legyőzte Anthony Pappast, így hivatalba lépésekor 29 évesen ő lett a legfiatalabb nő, akit képviselőként beválasztottak az Egyesült Államok Kongresszusába. Háromszor is újraválasztották. Aktívan használja a közösségi médiáit politizálásra, ezért sokan méltatták is.
Ocasio-Cortez a Bostoni Egyetem nemzetközi kapcsolatok és közgazdaság szakán végezve 2011-ben diplomát szerzett. Korábban volt aktivista, közben részmunkaidőben pincérnőként és csaposként dolgozott, majd 2018-ban elindult a képviselői székért. Az Amerikai Demokratikus Szocialisták egyik első tagja, akit beválasztottak a Kongresszusba, Rashida Tlaibbal együtt. A Demokrata Párt baloldali frakciójának egyik legfontosabb vezetője, és progresszív frakciójának tagja.
Több olyan népszerű és az Egyesült Államokban újszerű projektet is támogat, mint a Medicare for All, amely minden amerikai számára elérhető egészségbiztosítást nyújtana, a Green New Deal, amely a megújuló erőforrások használatát javallja. Támogatja továbbá ingyenes állami főiskolai és szakiskolai képzéseket és az évi 10 millió dollár feletti jövedelemmel rendelkezők megadóztatását.

## Fiatalkora
Ocasio-Cortez katolikus családba született New York Bronx kerületében, 1989. október 13-án. Anyja Blanca Ocasio-Cortez, apja pedig Sergio Ocasio-Roman. Egy öccse van, Gabriel. Apja is Bronxban született egy Puerto Rico-i családba. Öt éves korában Yorktown Heightsba költözött családjával.
Yorktownban járt középiskolába, 2007-ben érettségizett le. Ebben az időszakban Sandy Ocasio néven volt ismert. Második lett mikrobiológia kategóriában az Intel International Science and Engineering Fairen, kutatását az antioxidánsok Caenorhabditis elegansra való hatásáról végezte. Az MIT Lincoln Laboratóriuma ezek után elnevezett róla egy aszteroidát (23238 Ocasio-Cortez).
Egyetemi éveit a Bostoni Egyetemen töltötte. 2008-ban apja tüdőrákban elhunyt és hagyatékáról hosszas küzdelem kezdődött. Egyetemen gyakornokként dolgozott Ted Kennedy szenátor alatt külügyi és bevándorlási szekciójában. „Én voltam az egyetlen, aki beszélt spanyolul” mondta „ennek köszönhetően, gyakorlatilag gyerekként, bármikor amikor egy őrjöngő hívást kaptunk, mert valakinek elvitte a férjét az ICE, én voltam, aki felvette a telefont.” 2011-ben dicsérettel  diplomázott a nemzetközi kapcsolatok és közgazdaságtan szakon.

## Pályafutása eleje
Egyetem után visszaköltözött Bronxba és csaposként és pincérként kezdett dolgozni, hogy segítse édesanyját. Indított egy kiadót Brook Avenue Press néven, amely a kerületet jó fényben tüntette fel. Dolgozott a National Hispanic Institute-nak is.
A 2016-os előválasztások idején Bernie Sanders alatt dolgozott szervezőként a szenátor elnöki kampányában. Ezek után autóval beutazta Amerikát és olyan helyekre utazott, mint Flint, Michigan, és a Standing Rock Indián Rezervátum. Azt mondta, hogy ez a 2016-os útja fontos fordulópont volt az életében. Eddig úgy érezte, hogy csak úgy van esélye valakinek hivatalba kerülni, ha van pénze és befolyása. Látogatása során látta, hogy emberek teljes életüket beletették, hogy megvédjék közösségüket. Egy nappal Észak-Dakota-i látogatása után kapott egy hívást a Brand New Congresstől, akik progresszív jelölteket toboroztak.

## Az Amerikai Egyesült Államok Képviselőházában

### Választások

Ocasio-Cortez kampányának logója

#### 2018
Ocasio-Cortez 2017 áprilisában kezdte meg kampányát, miközben még pincérként dolgozott. 2004 óta ő volt az első, aki elindult Joe Crowley ellen. Crowley befolyásos demokrata, a párt egyik legfontosabb embere volt. Ocasio-Cortez pénzügyileg hátrányba volt ellenfelével szemben. Kampánya nem fogadott el támogatást nagy cégektől.
Június 15-én az Inside City Hall politikai műsoron volt a két jelölt közötti egyetlen közös interjú. Június 18-ra volt tervezve egy vita, de Crowley nem jelent meg. Annabel Palmát küldte helyében.

##### Támogatók
Több progresszív és civiljogi szervezet is támogatta, mint a MoveOn és a Democracy for America. Andrew Cuomo kormányzó Crowleyt támogatta, mint New York két szenátora Chuck Schumer és Kirsten Gillibrand, Bill de Blasio polgármester és több képviselő is. Ro Khanna eredetileg Crowleyt támogatta, majd később Ocasio-Cortezt.

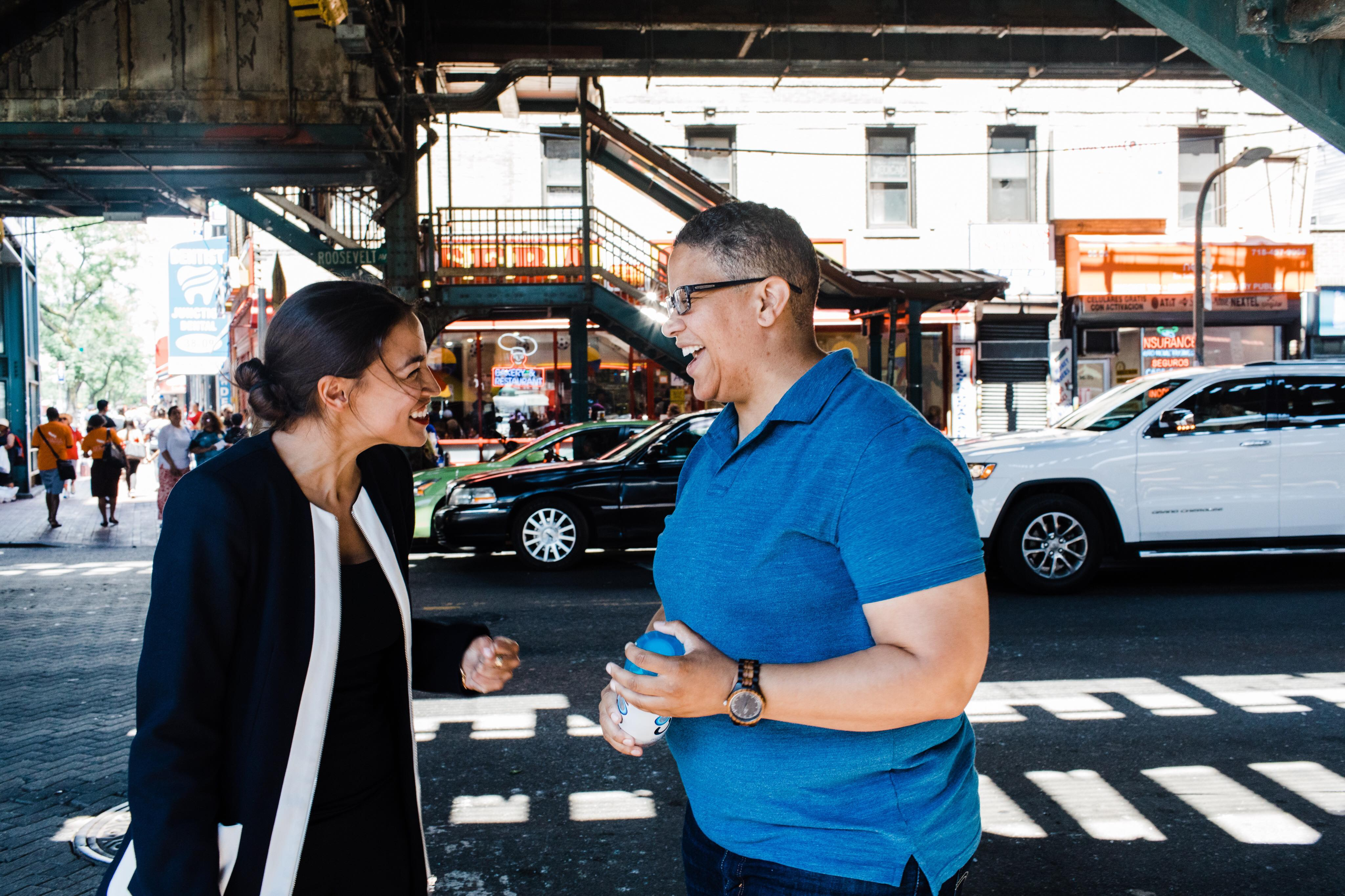
Ocasio-Cortez Kerri Evelyn Harrisszel

##### Előválasztás
2018. június 26-án Ocasio-Cortez megszerezte a szavazatok  57,13%-át (15 897) ezzel legyőzve a 10 cikluson át képviselő Crowleyt (11 761). Az eredmény meglepetés volt és országszerte hír lett. Összesen 83 ezer dollárt költött kampányára, míg Crawley 1,5 milliót. Győzelme után a „szocializmus” szóra 1500%-kal megnőtt a keresések száma. Crowley elismerte vereségét, de nem gratulált Ocasio-Corteznek a választás estéjén.
Bernie Sanders és Noam Chomsky gratulált neki. Több szakértő is Dave Brat 2014-es virginiai győzelméhez hasonlította Eric Cantor felett a Tea Party mozgalom aranykorában, az utóbbi akkoriban a republikánusok frakcióvezetője volt. Crowleyhoz hasonlóan Cantor is fontos tagja volt pártjának. Ocasio-Cortez több előválasztáson is támogatott progresszív jelölteket sikere után, szokatlan módon kihasználva újonnan szerzett hírnevét.
Kampányolás nélkül megnyerte a Reform Párt jelöltségét New York 15. kongresszusi körzetében, 9 szavazattal. Elutasította a jelölést.

##### Kongresszusi választás
Anthony Pappas ellen indult november 6-án. Pappas egy közgazdaságtan professzor volt a St. John Egyetemen és nem kampányolt aktívan. A 14. New York egyik legdemokratább körzete a Cook Partisan Voting Index szerint (D+29), így a Republikánus jelöltnek alapvetően se volt sok esélye. 1923 óta két év kivételével mindig Demokrata képviselője volt a körzetnek.
Több progresszív szervezet és politikus is támogatta jelöltségét, mint Barack Obama és Bernie Sanders. Crowley előválasztási veresége ellenére a Női Egyenlőség (WEP) és a Munkáscsaládok Pártok (WFP) jelöltjeként elindult. Se ő, se a párt nem kampányolt, kifejezték támogatásukat Ocasio-Cortez felé a demokrata előválasztás után. A WEP-t Andrew Cuomo kormányzó alapította a 2014-es választások előtt. Ocasio-Cortez egy cinikus, centrista pártnak nevezte, akik férfi jelölteket preferálnak. A WFP elnöke Dan Cantor írásban fejezte ki támogatását Ocasio-Cortez felé és bocsánatot kért tőle. Arra kérte a szavazókat, hogy ne szavazzak Crowleyra, ha a neve szerepelne a lehetőségek között a választáson.
Ocasio-Cortez a szavazatok 78%-át megszerezve (110 318) aratott győzelmet. Crowley 9348, Pappas pedig 17 762 szavazatot szerzett. A Demokrata Párt a választások során 41 széket nyert el a Republikánusoktól. Saikat Chakrabati, aki Ocasio-Cortez kampányelnöke volt, lett a kongresszusi kabinetfőnöke.

#### 2020
2020-ban Michelle Caruso-Cabrera elindult Ocasio-Cortez ellen a demokrata előválasztáson. Miután Ocasio-Cortez elnyerte a jelölést, Caruso-Cabrera a Szolgáljuk Amerikát Mozgalom jelöltjeként indult a választáson. Ocasio-Cortez Republikánus ellenfelei John Cummings és Antoine Tucker voltak.
2020. október 20-án Ocasio-Cortez tartott egy élő adást a Twitch platformon Ilhan Omar kongresszusi képviselővel, amely keretei között az Among Us videójátékkal játszott, olyan ismert közösségi médiaszemélyiségekkel, mint Pokimane, Corpse Husband, DrLupo és mxmtoon. Az adás egy időben 400 ezer nézőt vonzott be és a The Guardian írója, Joshua Rivera szerint ezzel emberré tette magát, amely sok politikusnak nem sikerül. November 27-én ismét játszott a videójátékkal élő adásban kanadai képviselő Jagmeet Singh-gel, hogy pénzt gyűjtsön azoknak, akiket negatívan érintett a Covid19-pandémia. Az élő adás végül több, mint 200 ezer dollárnyi támogatást kapott.

#### 2022
A 2022-es választásokon nem indult ellene senki a demokrata előválasztáson. Tina Forte republikánus jelöltet és a konzervatív párti Desi Cuellart győzte le a választáson, a szavazatok több, mint 70%-ával.

#### 2024
2024 májusában a DSA NPC vitát rendezett arról, hogy továbbra is támogassák-e a képviselőt, mert sok tag szerint elkötelezettebb volt a Demokrata Párthoz és pozíciója Palesztinával kapcsolatban egyre kevésbé felelt meg a szervezet értékeinek, sokkal kevésbé volt elszánt. Júniusban a szervezet úgy döntött, hogy támogatják, ha bizonyos kitételeiket, amelyeknek nagy része Palesztinával volt kapcsolatos, teljesíti. A New York-i pártcsoport ezt elutasította, és mindentől függetlenül támogatta Ocasio-Cortezt. Július 10-én az NPC megvonta támogatását, amiért részt vett egy interjúban, ahol az antiszemitizmust összemosták az anticionizmussal, amiért aláírt egy sajtóközleményt, amely támogatta a Vaskupola légvédelmi rendszert, illetve amiért szavazott egy javaslata, amely Izrael létezési jogának megtagadását antiszemitának nevezte.
Elindult ellene Marty Dolan bankár az előválasztáson, de AOC könnyen nyert. Ismét Tina Forte volt az ellenfele a választáson és ismét könnyen nyert. Kerületében sok szavazó volt, aki ugyan elnöknek Trumpra szavazott, de képviselőjének Ocasio-Cortezt választotta. Ezeknek fő okai közé tartozott, hogy mindkét politikust kevésbé tekintették az intézményes amerikai politika tagjának, illetve szerintük mindkettőjük támogatta a munkásosztályt. Egyesek a gázai háborút és a gazdaságot nevezték meg indoknak.

### Terminusa
29 évesen a legfiatalabb nő volt, akit beiktattak a Kongresszusba. Amikor a 116. kongresszus először összegyűlt, Ocasio-Cortez nagy közösségi média-támogatással kezdte meg munkáját. 2020 augusztusára 8 millió követője volt Twitteren, amely több, mint Nancy Pelosi, a Képviselőház elnöke. Instagramon 2.2 millió követője volt 2019 januárjában, míg 500 ezer Facebookon. Kollégái közösségi média tippeket kértek tőle, kongresszusba érkezése után. 2019 júliusában beperelték, mert letiltotta Joey Salads-ot és Dov Hikind-et. 2019. november 4-én bocsánatot kért a tiltásokért.
2019-ben elmondta, hogy minimalizálta a közösségi média használatát, mert egészségügyi veszélyt jelentenek.

#### Érkezése
2018 novemberében Ocasio-Cortez részt vett egy klímaváltozás-tüntetésen Nancy Pelosi irodája előtt. Ugyanebben a hónapban támogatta Pelosit a képviselőház elnöki pozíciójára, azzal a feltétellel, hogy a legprogresszívabb jelölt marad.
2019 januárjában az első beszédjét nyilvánosságra hozta a C-SPAN. Tizenkét órán belül a C-SPAN legnézettebb videója lett Twitteren.

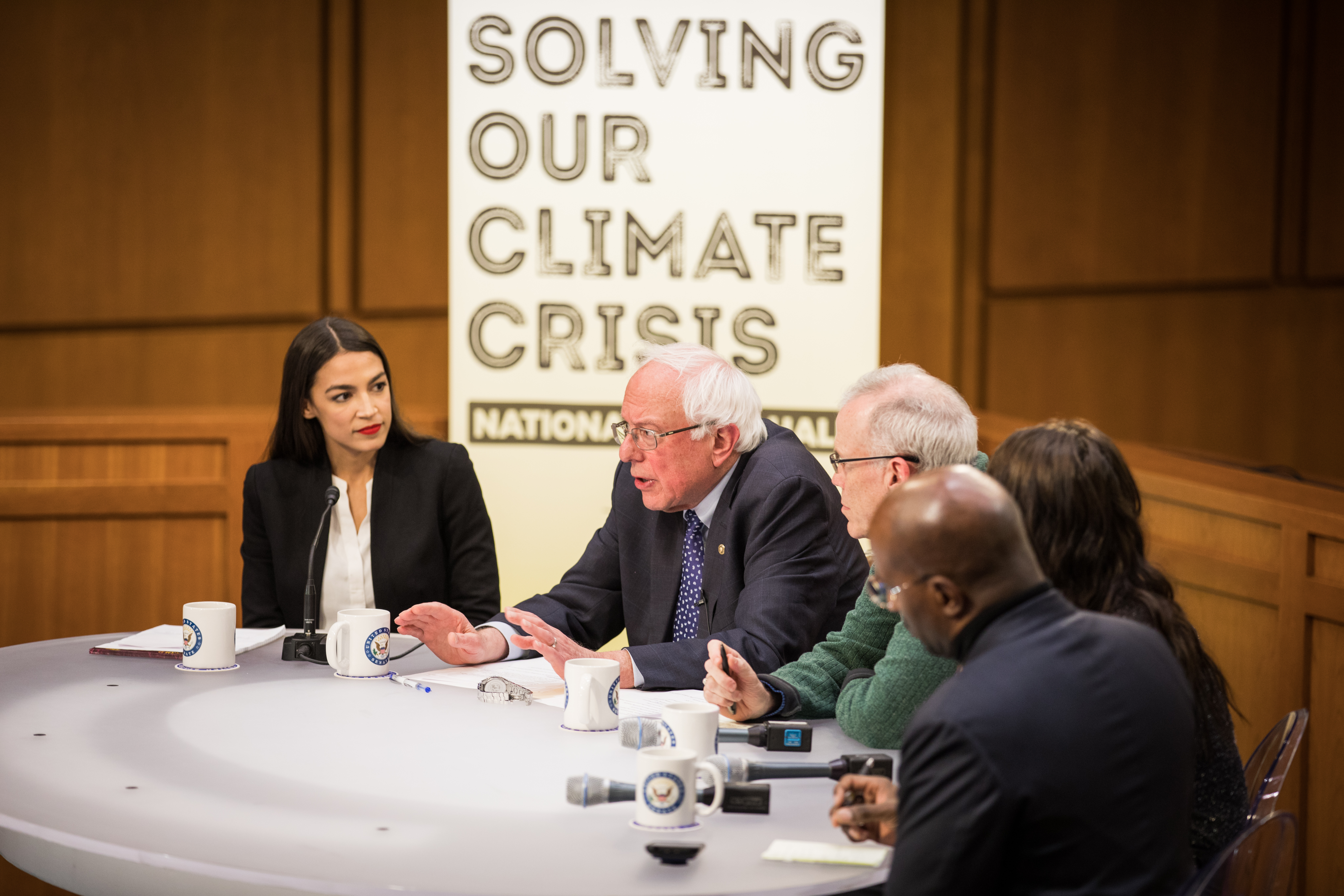
Ocasio-Cortez és Bernie Sanders 2018-ban.

#### Meghallgatások
2019 februárjában kampány-finanszírozó csoportok meghallgatásán Ocasio-Cortez megkérdőjelezte a fórumot az etikai szabályozásokról. 37.5 millió megtekintéssel ez a videó tartja a rekordot politikai videók között Twitteren.
2019 februárjában, mikor Michael Cohen tanúként szerepelt a Kongresszus előtt, Ocasio-Cortez megkérdezte, hogy Donald Trump tudatosan felfújt-e ingatlanárakat. Cohen válasza alapján nem hangzott lehetetlennek, hogy Trump adó- és banki csalást is elkövetett. Az Ocasio-Cortez és Cohen közötti beszélgetés nyomozásokat indított el.

#### Met-gála

A felirat, ami a képviselő ruháján volt látható a Met-gálán

Ocasio-Cortez részt vett a 2021-es Met-gálán. Egy organza ruhát viselt, amin az Adóztassuk a gazdagokat felirat szerepelt. Mint egy megválasztott képviselő, a múzeum vendégének tekintette és nem kellett megvennie a jegyet, ami egyébként legalább 35 ezer dollárba került volna. A ruha készítője, Aurora James is meghívta élettársát, Benjamin Bronfmant, aki egy milliárdos fia volt. Konzervatívak és liberálisak is kritizálták Ocasio-Cortezt, amiért részt vett egy eseményen, ahol nem kellett maszkot viselnie a résztvevőknek, illetve, amiért szocialista politikusként részt vett egy eseményen, amin főleg a gazdagok mutatják meg vagyonukat. Ő ezt egy szexista kettős mércének nevezte, míg James azt nyilatkozta, hogy a gazdagoknak kellett látniuk személyesen is az üzenetet.
2021 szeptemberében az American Accountability Foundation panaszt tett Ocasio-Cortez ellen, amiért részt vett a gálán. Az AAF szerint részvétele azt jelentette, hogy elfogadott egy illegális ajándékot, mivel a jegyét a Conde Nast cég fizette ki, nem egy jótékony szervezet. Maga az esemény is jótékony, adománygyűjtés a célja.

#### „The Squad”
Ocasio-Cortez tagja egy nem-hivatalos progresszív kongresszusi csoportnak, Ilhan Omarral (D-MN), Ayanna Pressleyvel (D-MA), Rashida Tlaibbal (D-MI), Cori Bush-sal (D-MO) és Jamaal Bowmannel (D-NY), melynek elnevezése a „The Squad” (Az osztag). Július 14-én Trump szóban megtámadta a csoportot, mondván, „inkább segítsenek megjavítani” és menjenek vissza az országaikba, ahonnan jöttek, ahelyett, hogy kritizálnák az amerikai kormányt. Az elnök később is tett ehhez hasonló megjegyzéseket, annak ellenére, hogy a csoport három női tagja mind az Egyesült Államokban született. Ocasio-Cortez így válaszolt az elnök megjegyzéseire: „Az elnök szavai, melyek négy amerikai színesbőrű kongresszusi képviselőnőnek azt mondták, 'menjetek vissza a saját országotokba', a tipikus fehér felsőbbrendűség nyelve.” Trump napokkal később tévesen azt állította, hogy Ocasio-Cortez „az országunkat és az embereket 'szemétnek' nevezte.” Ocasio-Cortez valóban azt mondta, hogy ne legyenek megelégedve a mérsékelt irányelvekkel, amik „10%-kal jobbak, mint szemét.” Trump szintén tévesen azt állította, hogy Ocasio-Cortez szerint „az illegális bevándorlók amerikaiabbak,” mint az amerikaiak, akik nem engedik, hogy bejöjjenek az országba. A képviselőnő valós szavai a következők voltak: „nők és gyermekek a határon, akik menedéket és lehetőséget keresnek Amerikában, sokkal inkább amerikaian cselekednek,” mint azok, akik kint akarják tartani őket.

#### Green New Deal
2019. február 7-én Ocasio-Cortez benyújtotta az első törvényjavaslatát a Szenátusnak, a Green New Dealt. Ő és Ed Markey szenátor javaslatának része egy gazdasági átalakulás és a fosszilis tüzelőanyagok elhagyása egy évtizeden belül. Ezek mellett munkalehetőségeket is adna az embereknek, hogy fellendítse a gazdaságot. A CNBC szerint az eredeti Green New Deal része a fosszilis tüzelőanyagok teljes elhagyása, az épületek felújítása, a közlekedés teljes átalakítása úgy, hogy a légiközlekedésre ne legyen szükség. A célja, hogy az Egyesült Államok egy évtized alatt karbonsemleges legyen. Ezt a következőképpen magyarázták: „A célunk karbonsemlegesség, és nem nulla kibocsátás, mert nem vagyunk benne biztosak, hogy tíz év alatt meg tudunk szabadulni szellentő tehenektől és a repülőgépektől.” A Greenpeace és a Sunrise Mozgalom is támogatója a tervezetnek. Egy Republikánus támogatója sincs a tervnek jelenleg. Demokrata szenátorok közül támogatta Elizabeth Warren, Bernie Sanders és Cory Booker is. Ezek mellett ellene van Nancy Pelosi (aki „a zöld álom, vagy minek is hívják”-nak nevezte) és Dianne Feinstein.
Március 26-án Republikánus szenátorok egy korai szavazást kértek a tervezetre. Markey szerint a Republikánusok gúnyt akartak űzni a tervből. A Demokraták tüntetésként vagy a „nem” vagy „jelen” szavazatot adtak le, amely 57-0-ás eredményt ért el. 2019 márciusában az Egyesült Királyságban a Munkáspárt is létrehozott egy hasonló tervezetet „Labour for a Green New Deal” néven, amelyet Ocasio-Cortez munkája inspirált.

#### A Capitolium ostroma
Egy közel másfél órás Instagram-adásban Ocasio-Cortez megosztotta, hogy korábban szexuális erőszak túlélője volt, és megosztotta élményeit a 2021-es Capitolium elleni ostrom közben, ahol be volt zárva irodájába. Az iroda fürdőszobájába zárta be magát, mielőtt a Capitolium rendőrségének egyik tagja megijesztette, mert az ordította, hogy „Hol van?,” mielőtt evakuálták volna munkatársaival együtt. Ocasio-Cortez megosztotta, hogy a rendőr eleinte nem osztotta meg azt, hogy a rendőrség tagja volt, eleinte azt hitte, hogy az egyik ostromló. Végül Katie Porter képviselő irodájába zárkóztak be, felkészülve a lázongó tömeg támadására. Azt mondta az eseményről, hogy „nem tudtam, hogy ki fogok-e jutni élve aznap este.”

#### A második Trump-kormány idején
Ocasio-Cortez beszédet mondott a 2024-es Demokrata Nemzeti Gyűlésen, támogatva Kamala Harris elnökségi kampányát és kritizálva Donald Trumpot: „Eladná ezt az országot egy dollárért, ha az azt jelentené, hogy saját zsebeit tömhetné és segíthetné barátait Wall Streeten.” Megemlítette Izrael háborúját Gázában is, azt mondva, hogy Harris „fáradhatatlanul dolgozott” egy tűzszünet létrehozásán. A beszédet méltatták, a Politico azt írta, hogy Ocasio-Cortez a párt egyik sztárja volt, amelyet végre az intézményes Demokrata Párt is elismert.
2024 decemberében elindult a választáson a felügyeleti bizottság vezetői posztjáért, de kikapott Gerry Connollytól 131–84 arányban a demokrata frakción belül. Mikor a 76 éves Connolly mindössze öt hónappal később visszalépett posztjáról rákos megbetegedésének rosszabbodása miatt, Ocasio-Cortez nem indult újra, azt nyilatkozva, hogy „egyértelmű számomra, hogy a frakció alapvető dinamikái nem változtak a rangidősséggel kapcsolatban.”
2025 februárjában Tom Homan, az elnök által kinevezett végrehajtási és eltávolítási műveletek igazgatója, azt nyilatkozta róla, hogy „minden idők legbutább kongresszusi képviselőnője,” azzal vádolva őt, hogy „oktatja a bűnös illegális idegeneket,” miután Ocasio-Cortez időt szentelt annak, hogy megossza emberekkel jogaikat esetleges letartóztatásuk esetén. Ocasio-Cortez azzal válaszolt, hogy „ezért kell ezek ellen a gyávák ellen harcolni,” és hozzátette, hogy a negyedik alkotmánymódosítás védte.
Márciusban felszólalt a szövetségi kormányköltségvetés ellen, kijelentve, hogy további hatalmat adna Trumpnak és Elon Musknak, felszólítva párttársait, hogy szavazzák le. Mikor Chuck Schumer szenátor bejelentette, hogy támogatta a javaslatot, Ocasio-Cortez ezt egy hatalmas hibának nevezte, kritizálva a szenátusi demokratákat. Több képviselőházi demokrata, köztük Ro Khanna is, sürgették Ocasio-Cortezt, hogy induljon el Schumer ellen a 2028-as New York-i szenátorválasztáson.
Ocasio-Cortezt elkezdték Bernie Sanders lehetséges utódjának tekinteni, és esetleges demokrata jelöltnek a 2028-as elnökválasztáson. 2025 első negyedében 9,6 millió dollárt gyűjtött adományokból, a legtöbb amelyet valaha kapott, és amelyeknek átlaga 21 dollárt volt személyenként. Májusban Kamala Harris azt nyilatkozta róla, hogy valaki, aki „erkölcsi tisztasággal beszél mozgalmáról,” míg JD Vance alelnök szerint rémálomba való lenne, ha elindulna az elnökségért. Júniusban támogatta Zohran Mamdani polgármesteri jelöltségét New Yorkban, amelyről a Politico azt írta, hogy „támogatása országszerte a legkeresettebbek között van liberális demokraták köreiben.”

##### Fighting Oligarchy Tour

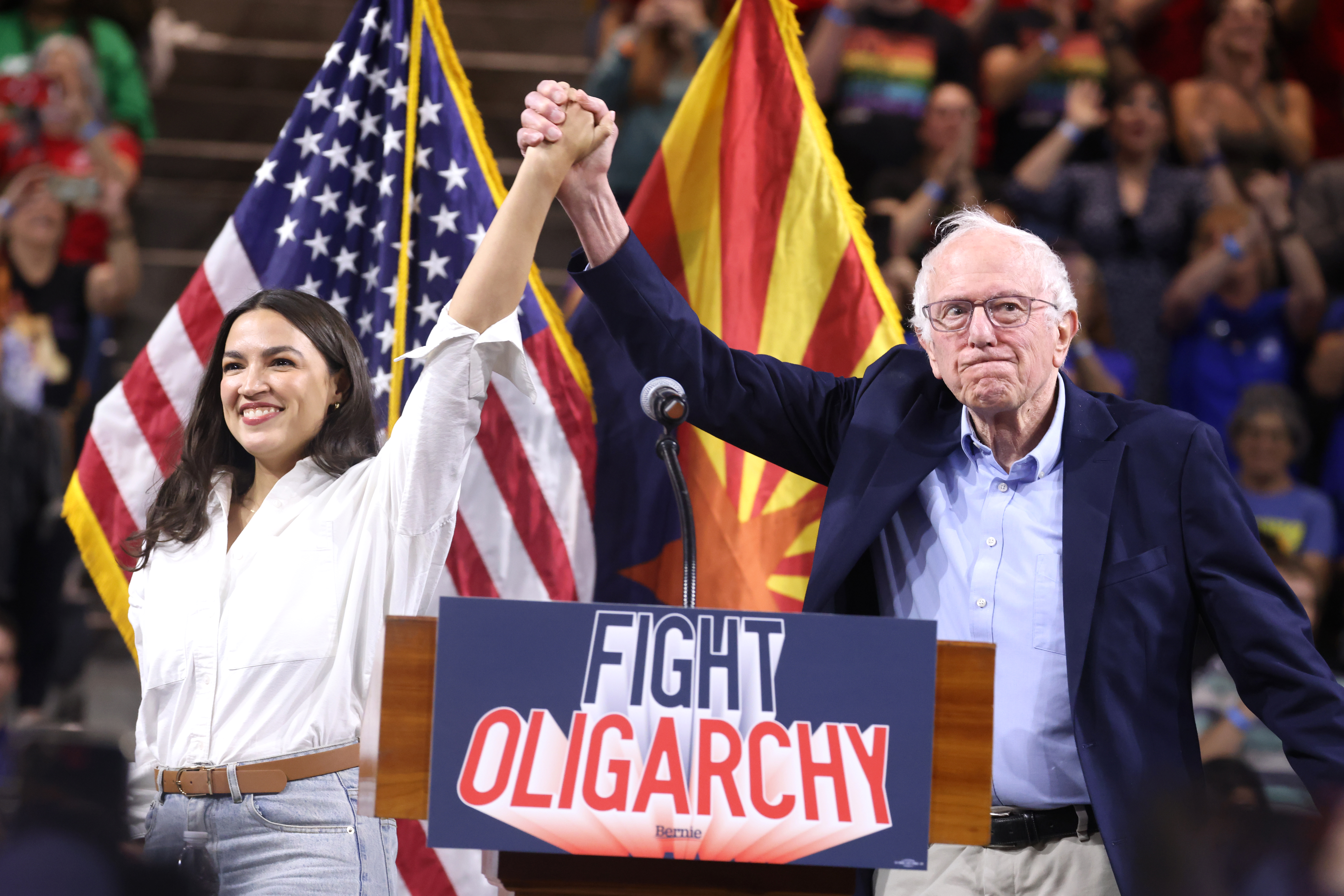
Ocasio-Cortez és Bernie Sanders szenátor a Fighting Oligarchy Tour közben

Donald Trump második elnöksége kezdete után, kinek megválasztásában nagy szerepet játszott Elon Musk milliárdos, Bernie Sanders független szenátor és Ocasio-Cortez egy országos turnét indított el, amely kereti között kritizálták, hogy az ország gazdag lakosságának mekkora hatása van a politikára az Egyesült Államokban. Ezek mellett a körút célja volt az is, hogy politikai nézeteiket terjesszék, és visszafordítsák a kiemelkedően népszerűtlen Demokrata Pártot a gyökereihez Roosevelt-érában. Egyes szakértők az amerikai progresszivizmus újjáéledésének nevezték a turnét, páratlan méretű tömegeket vonzott.

### Bizottságok
- Felügyelet és felelősség[125] (tag: 2019–napjainkig; alelnök: 2023–napjainkig)
- Környezeti erőforrások (elnök: 2023–napjainkig)
- Energia és kereskedelem[126] (2025–napjainkig)

### Gyűléstagság
- Kongresszusi Progresszívek Frakciója[127]
- Képviselőházi Pro-Choice Frakció[128]
- Az Egyenjogúsági Alkotmánymódosítás Kongresszusi Frakciója[129]

## Politikája

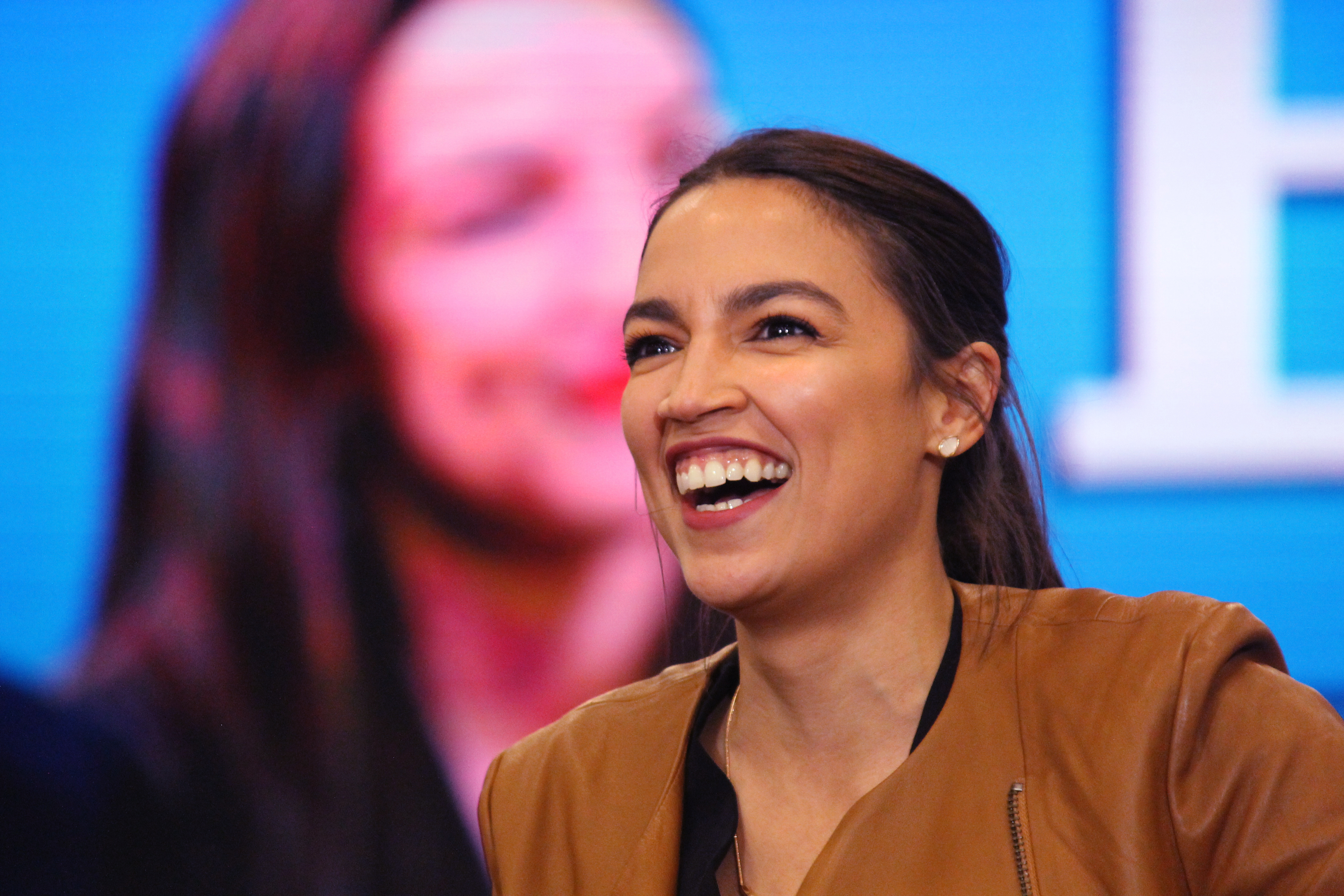
Ocasio-Cortez Bernie Sanders egyik kampányeseményén Iowában.

Ocasio-Cortez tagja az Amerikai Demokratikus Szocialistáknak és demokratikus szocialistaként politizál. Egy NBC-vel készített interjúban a demokratikus szocializmust a következőként írta le: „Része annak, aki vagyok. Nem teljesen az, aki vagyok. És ez szerintem egy nagyon fontos különbség.” A Firing Line műsoron arra kérdésre, hogy a demokratikus szocializmus a kapitalizmus végéért küzd, a következőket mondta: „Ezen problémát tekintve előre haladunk. Úgy gondolom, hogy látni fogunk egy példátlan mértékű evolúciót a gazdasági rendszerünkben, nehéz megmondani ez milyen irányt fog venni.”
Ocasio-Cortez támogatja az olyan progresszív irányelveket, mint a minden amerikai számára elérhető egészségbiztosítást nyújtó Medicare for Allt, az állami munkabiztosítást, 1.6 billió dollárnyi diák adósságtól való eltekintést, garantált gyermekgondozási szabadságot, a U.S. Immigration and Customs Enforcement eltörlését, a börtönök privatizációjának megtiltását, a fegyvertartás szabályozását és a 100%-ban megújuló energiaforrásokra támaszkodó energiapolitikát.
Nyitott a modern monetáris elmélet használatára, amely ezen irányelvek megvalósításában segíthet. Azt is elmondta, hogy olyan elveket támogat, amelyek leginkább az Egyesült Királyságban, Finnországban, Norvégiában és Svédországban látható.
A 2020-as amerikai elnökválasztáson Bernie Sanderst támogatta és többször is szerepelt vele kampánya során. Az ilyen szereplések vonzották be a legnagyobb nézősereget bármely elnökjelölti esemény közül. 2020. január 25-én Michael Moore-ral együtt beszélt egy Sanders-kampányeseményen, míg a szenátor Donald Trump közjogi felelősségre vonási tárgyalásán vett részt a Szenátusban.

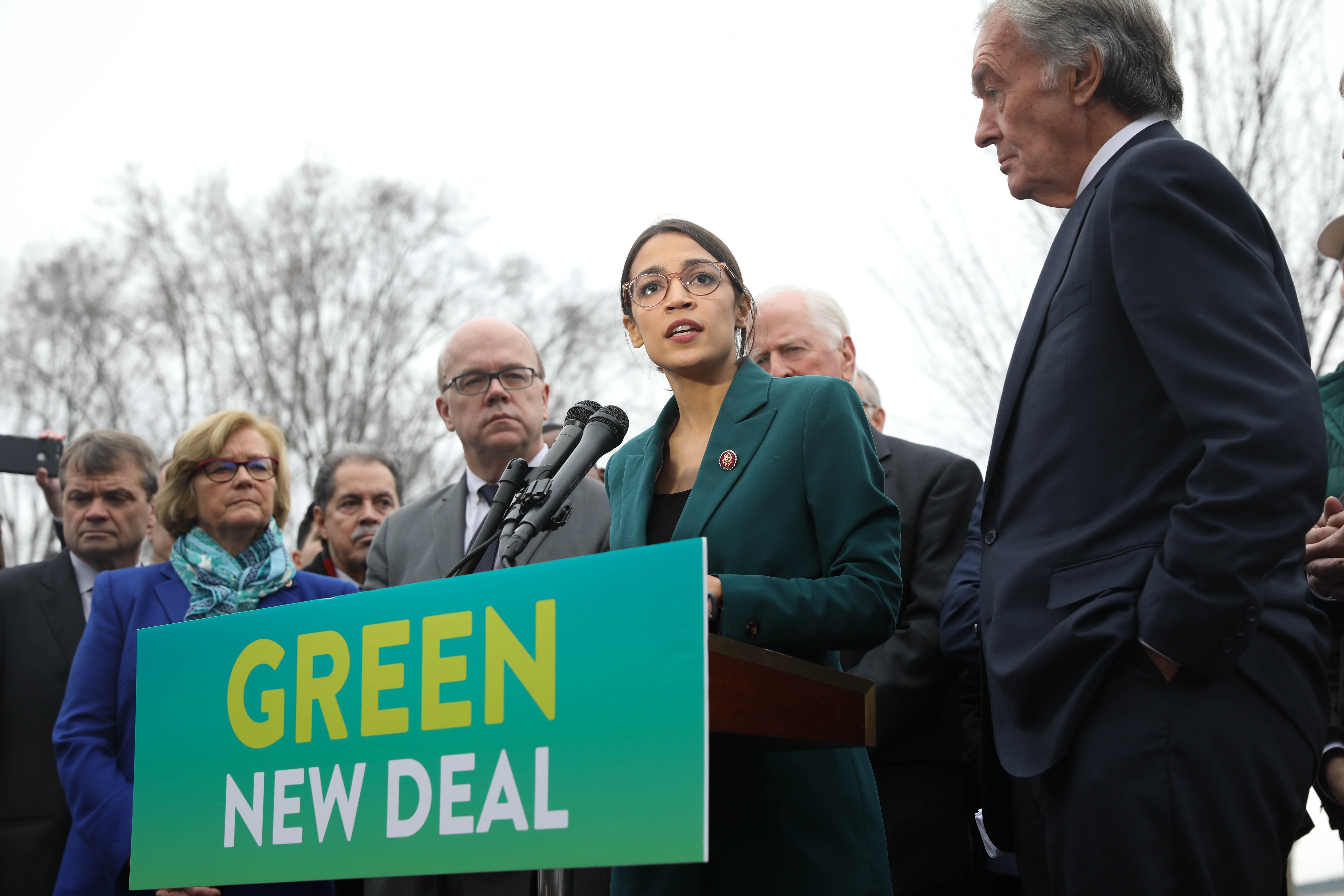
Ocasio-Cortez beszél a Green New Dealről a Capitolium lépcsőin 2019 februárjában

### Környezetvédelem
Ocasio-Cortez azt mondta, több környezetvédelmet prioritizáló képviselőre van szükség a Kongresszusban és ezek mellett kiemelte, hogy a „legnagyobb nemzetvédelmi veszély az Egyesült Államokra és a legnagyobb veszély az iparosodott társadalomra világszerte.” Véleménye szerint a globális felmelegedést azonnal kezelni kell, hogy az emberiség ne kerüljön veszélybe.
Ocasio-Cortez környezetvédelmi a Green New Deal (magyarul: Új Zöld Terv) névre hallgat, amely az Egyesült Államok 100%-ban megújuló energiaforrásokra való átirányítására szólít fel és a fosszilis tüzelőanyagok a következő évtizedben való teljes elhagyására. Ezt a körülbelül évi 2.5 billió dolláros projektet nagy részben a gazdagok megadóztatásából finanszírozná. Azt mondta, hogy nyitott a nukleáris energia felhasználására a tervben.

### Adóztatás
Ocasio-Cortez indítványozta, hogy az évi 10 millió dollár fölötti bevétellel rendelkező állampolgárokon akár 70%-os jövedelemadót vezessenek be. A The Washington Post adószakértői szerint ez évtizedenként akár 720 milliárd dollár extra  bevételt jelentene a kormánynak. Ellenezte a Demokrata vezetők által támogatott pay-as-you-go adópolitikát és az adóemelések, illetve költekezések visszaszorításából szerezne pénzt az összes új projektre. Ro Khanna képviselővel együtt ellenezték az elvet, mert az visszaszorítaná a progresszív irányelveiket. Az eredeti New Deal-hez hasonlóan a Green New Deal-hez is deficit-költekezés szükséges.

### Bevándorlás
Ocasio-Cortez támogatja a U.S. Immigration and Customs Enforcement (ICE) ügynökség eltörlését. 2018-ban azt mondta, hogy szívesen hozna létre egy utat több bevándorlónak az állampolgárság felé dekriminalizáláson keresztül. Később azt mondta, hogy ezzel nem állítana meg minden deportálást. Részt vett egy tüntetésen egy ICE gyermek-fogdánál Tornillóban. Az egyetlen demokrata volt, aki a kormány újraindítása ellen szavazott az H.R. 648 részeként, mert az pénzügyi támogatást tartalmazott az ICE-nek.

### Egészségügy
Ocasio-Cortez az egészségügyet alapvető emberi jognak tekinti. Minden amerikait egyetlen biztosítónak kellene biztosítania a képviselő szerint, amellyel a teljes költséget csökkentené. A kampányoldalán a következő olvasható: „Majdnem minden második fejlett országban van ingyenes egészségügy. Ideje, hogy az Egyesült Államok felzárkózzon a világ többi részéhez abban, hogy biztosítja minden embernek az igazi egészségügyi biztosítást, amely nem robbant bankot.” A 2020-as elnökválasztás több demokrata jelöltje is felhasználta a Medicare for All indítványozást kampányában.

### Szegénység
2019 szeptemberében bemutatott egy szegénység elleni csomagot A Just Society (Egy Igazságos Társadalom) néven, amely figyelembe venné a gyermekgondozás költségeit, az egészségügyet és olyan „új szükségleteket,” mint az internetkapcsolat, a szegénység felmérésénél. Ez a csomag korlátozná a lakbérletek éves növekedését és biztosítaná szociális jóléti programokat elítélteknek és nem-dokumentált bevándorlóknak. Az amerikai népszámlálás alapján 40 millió amerikai él szegénységben.

### LMBT-egyenlőség

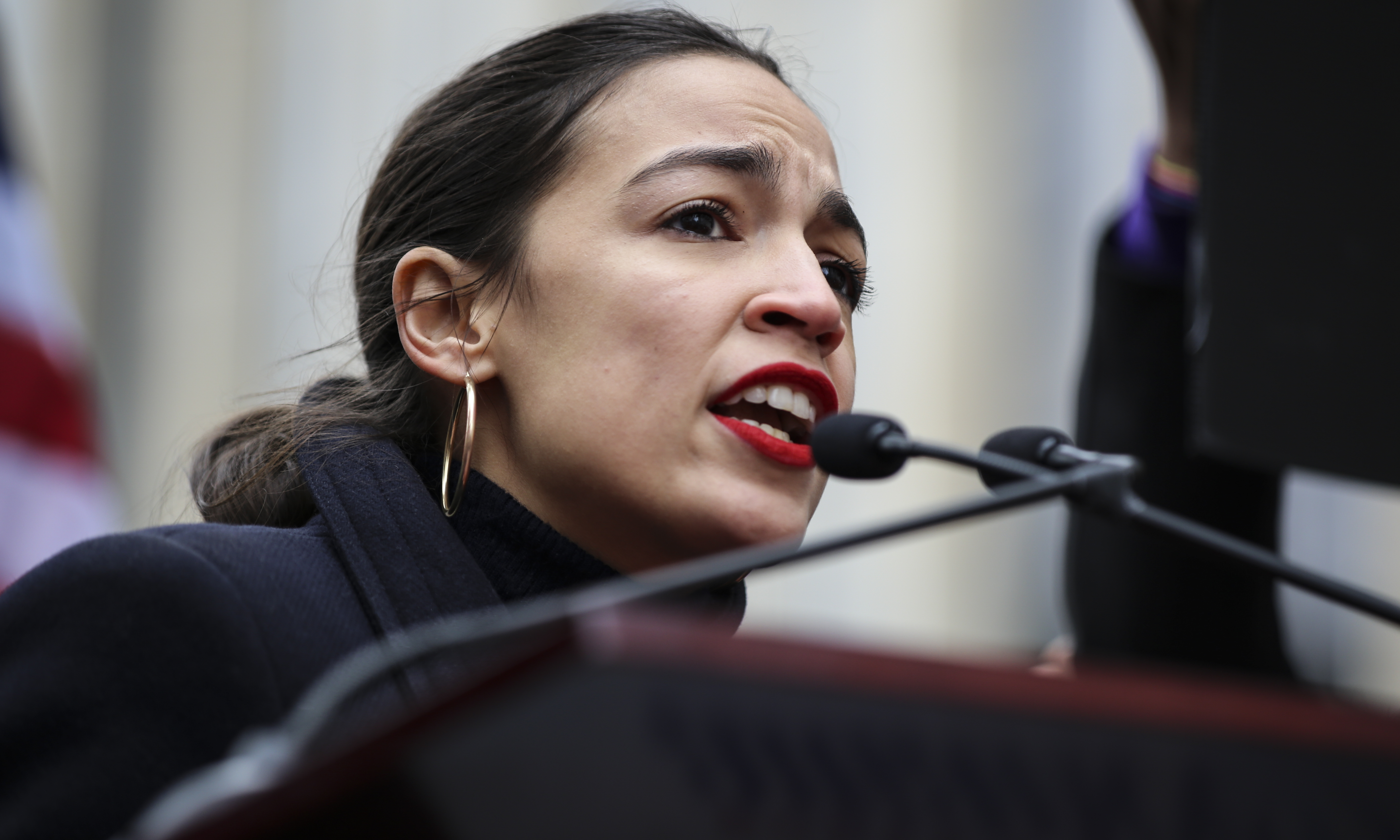
Ocasio-Cortez a New York-i Nők felvonulásán

Az LMBT-jogok és LMBT-egyenlőség támogatója. Elmondta, támogatja a közösséget és megköszönte részvételüket a kampányában. Egy videójáték élő adásban is szerepelt, amely a Mermaids jótékonysági szervezetet támogatta, amely a transznemű-gyermekek jogaiért küzd. A 2019-es New York-i Nők felvonulásán Manhattanben adott egy részletes beszédet, amelyben támogatta a munkahelyeken az LMBT személyek védelmét. Beszélt a transzneműek jogairól is: „Magától értetődő... transz jogok civil jogok, emberi jogok.”
2020 februárjában vallásos hátterével kapcsolatban beszélt arról, hogy egy katolikus kórház elutasította egy transznemű férfi méheltávolítását: "Semmi szent nincsen abban, hogy elutasítunk egészségügyi ellátást emberektől, attól függetlenül, hogy kik, az alapján, hogy mi az identitásuk. Nincs semmi szent abban, hogy valakit elküldünk egy kórházból.”

### Puerto Rico
Puerto Ricoval szolidaritásért szólalt fel többször is. Támogatta, hogy további civil jogokat kapjanak lakosai, illetve a választási joguk mellett is áll. Kritizálta a FEMA reakcióját a Maria hurrikánra és azt, hogy a kormány nem hajlandó a terület politikai státuszával foglalkozni. Véleménye szerint a kormánynak meg kéne emelnie befektetéseit a szigeten.

### További belpolitika
Az oktatás terén támogatja az ingyenes iskoláztatást. Elmondta, hogy még mindig fizeti tanulói adósságait és szeretne több, mint 1.6 billió dollárnyi tanulói adósságtól eltekinteni.
2018. június 28-án elmondta a CNN-nek, hogy támogatná Donald Trump közjogi felelősségre vonását.
Ellenezte New York tervét, hogy adjon az Amazonnak 3 milliárd dollárnyi támogatást, hogy megépítsék második központjukat kongresszusi körzetének közelében. Szerinte azt a pénzt a városnak inkább a körzetekbe kéne befektetnie. Szélsőjobboldali szakértők támadták azzal az indokkal, hogy nem érti a gazdaság működését.

### Külpolitika

#### Kína
Kritizálta az Applet és az Activision Blizzardot, mert cenzúrázták a demokrácia mellett tüntető hongkongi lakosok tüntetéseit. Ő és hét másik képviselő kifejezte nemtetszését arról, ahogy az NBA kezelte a Houston Rockets kosárlabdacsapat menedzserének Daryl Morey-nak megszólalását. Azt írták, hogy az NBA válasza „erősítette a Kínai Kommunista Párt nézeteit” a hongkongi tüntetésekkel kapcsolatban.

#### Izrael
2018 májusában kritizálta az izraeli hadsereget, mert halálos fegyvereket használtak palesztinok ellen, akik a gázai határon tüntettek 2018-ban és mészárlásnak nevezte azt. Júliusban azt mondta, hogy egy két-állami megoldást támogat és Izrael jelenlétét Ciszjordániában megszállásnak nevezte. A „megszállás” szó használata több Izraelt támogató csoport is elítélte, míg mások védelmére keltek, tekintve, hogy az ENSZ is megszállásként tekinti a területen történteket. 2019 júliusában a demokrata képviselő, Brad Schneider által előterjesztett javaslatra nemmel szavazott, amely helytelennek nevezte a BDS mozgalmat, amely Izraelt támadja. A javaslatot 398-17 arányban elfogadták.
Ocasio-Cortez felhívta a figyelmet, hogy a palesztin területek Izrael által tervezett annexiója „alapja lenne annak, hogy Izraelből egy apartheid-állam legyen.” Írt az Egyesült Államok külügyminiszterének, Mike Pompeonak, hogy dolgozni fog azon, hogy az Izraelt támogató 3.8 milliárd dolláros katonai segélycsomagot feltételessé tegye, hogy az amerikai adófizetők ne támogassanak semmilyen annexiót. Az AIPAC elítélte a levelet, mondván, hogy az veszélyezteti a két ország közötti kapcsolatokat.
2021 márciusában elítélte Izraelt, amiért kilakoltat palesztin családokat. Ezek mellett kritizálta Joe Biden elnököt, amiért nem ítélte el az izraeli bombázásokat Palesztinában.

#### Szaúd-Arábia és Jemen
Ocasio-Cortez Szaúd-Arábia és jemeni beavatkozásának támogatásának visszavonása mellett szavazott. Kritizálta Donald Trumpot az Iránnal való kapcsolatok megrontásáért.

## Kongresszusi ciklusok
| Dátum     | Kongresszus száma | Tagság       | Többség   | Elnök                  | Bizottság                                                                         | Körzet     |
| --------- | ----------------- | ------------ | --------- | ---------------------- | --------------------------------------------------------------------------------- | ---------- |
| 2019–2021 | 116.              | Képviselőház | Demokrata | Donald Trump           | Pénzügyi Szolgáltatások, Felügyelet és Reform                                     | 14. körzet |
| 2021–2023 | 117.              | Képviselőház | Demokrata | Donald Trump Joe Biden | Pénzügyi Szolgáltatások, Felügyelet és Reform                                     | 14. körzet |
| 2023–2025 | 118.              | Képviselőház | Demokrata | Joe Biden              | Pénzügyi Szolgáltatások, Felügyelet és Reform (alelnök) Környezeti erőforrások    | 14. körzet |
| 2025–     | 119.              | Képviselőház | Demokrata | Joe Biden Donald Trump | Pénzügyi Szolgáltatások, Felügyelet és Reform (alelnök) Energiaügy és kereskedelm | 14. körzet |

## Választási eredmények
2018
| Párt            | Jelölt                      | Szavazatok | %     |
| --------------- | --------------------------- | ---------- | ----- |
|                 | Alexandria Ocasio-Cortez    | 16 898     | 56,7  |
|                 | Joseph Crowley (hivatalban) | 12 880     | 43,3  |
| Összes szavazat | Összes szavazat             | 29 778     | 100,0 |

| Párt                          | Jelölt                        | Szavazatok | %     |
| ----------------------------- | ----------------------------- | ---------- | ----- |
|                               | Alexandria Ocasio-Cortez      | 110 318    | 78,2  |
|                               | Anthony Pappas                | 19 202     | 13,6  |
| WFP                           | Joseph Crowley                | 8 075      | 5,7   |
| NŐE                           | Joseph Crowley                | 1273       | 0,9   |
| Crowley összesen (hivatalban) | Crowley összesen (hivatalban) | 9 348      | 6,6   |
| KONZ                          | Elizabeth Perri               | 2 254      | 1,6   |
| Összes szavazat               | Összes szavazat               | 141 122    | 100,0 |

2020
| Párt            | Jelölt                                | Szavazatok | %     |
| --------------- | ------------------------------------- | ---------- | ----- |
|                 | Alexandria Ocasio-Cortez (hivatalban) | 46 577     | 74,6  |
|                 | Michelle Caruso-Cabrera               | 11 337     | 18,2  |
|                 | Badrun Khan                           | 3 119      | 5,0   |
|                 | Sam Sloan                             | 1406       | 2,3   |
| Összes szavazat | Összes szavazat                       | 62 439     | 100,0 |

| Párt              | Jelölt                                | Szavazatok | %     |
| ----------------- | ------------------------------------- | ---------- | ----- |
|                   | Alexandria Ocasio-Cortez (hivatalban) | 152 661    | 71,6  |
|                   | John Cummings                         | 52 477     | 24,6  |
| KONZ              | John Cummings                         | 5 963      | 2,8   |
| Cummings összesen | Cummings összesen                     | 58 440     | 27,4  |
| SAM               | Michelle Caruso-Cabrera               | 2 000      | 1,0   |
| Összes szavazat   | Összes szavazat                       | 213 101    | 100,0 |

2022
| Párt                                | Jelölt                              | Szavazatok | %     |
| ----------------------------------- | ----------------------------------- | ---------- | ----- |
|                                     | Alexandria Ocasio-Cortez            | 74 050     | 63,4  |
| WFP                                 | Alexandria Ocasio-Cortez            | 8 403      | 7,2   |
| Ocasio-Cortez összesen (hivatalban) | Ocasio-Cortez összesen (hivatalban) | 82 453     | 70,6  |
|                                     | Tina Forte                          | 31 935     | 27,3  |
| KONZ                                | Desi Cuellar                        | 2 208      | 1,9   |
| Egyéb                               | Egyéb                               | 194        | 0,2   |
| Összes szavazat                     | Összes szavazat                     | 116 790    | 100,0 |

2024
| Párt            | Jelölt                                | Szavazatok | %     |
| --------------- | ------------------------------------- | ---------- | ----- |
|                 | Alexandria Ocasio-Cortez (hivatalban) | 20 136     | 82,2  |
|                 | Martin Dolan                          | 4 355      | 17,8  |
| Összes szavazat | Összes szavazat                       | 24 491     | 100,0 |

| Párt            | Jelölt                                | Szavazatok | %     |
| --------------- | ------------------------------------- | ---------- | ----- |
|                 | Alexandria Ocasio-Cortez (hivatalban) | 123 269    | 68,9  |
|                 | Tina Forte                            | 55 580     | 31,1  |
| Összes szavazat | Összes szavazat                       | 178 849    | 100,0 |

## Magánélete
Ocasio-Cortez apjának 2008-as halála után anyja és nagyanyja Floridába költözött pénzügyi nehézségek miatt. Családjának egy része még mindig Puerto Ricóban lakik. Nagyapja a szigeten hunyt el a Maria hurrikán következményeként. Ocasio-Cortez azt nyilatkozta, hogy „Az, hogy Puerto Ricó-i vagy, az azt jelenti, hogy az afrikai mór rabszolgák, tainó indiánok, spanyol gyarmatosítók, zsidó menekültek, és valószínűleg mások leszármazottja vagy. Mindezek vagyunk és közben valami teljesen más is – boricuák vagyunk.” A 2018-as decemberi hanuka ünnepeken elmondta, hogy vannak szefárd zsidó felmenői.
Ocasio-Cortez római katolikus. Egy 2018-as cikkben, amelyet az America jezsuita magazinnak írt, beszélt hitéről és annak hatásáról életére.
A 2018-as kampánya alatt Parkchesterben lakott partnerével, Riley Robertsszel. 2022-ben jelentették be eljegyzésüket.
Ocasio-Cortez a 116. kongresszus egyik legkevésbé gazdag tagja volt, maximum 30 ezer dolláros vagyonnal.
2021 februárjában megosztotta, hogy szexuális erőszak túlélője volt. Májusban azt mondta, hogy pszichoterápiára jár, hogy túl tegye magát a Capitolium ostromán és azt mondta, hogy „nem tudtam, hogy ki fogok-e jutni élve aznap este.”
A New York Yankees rajongója, van egy Deco nevű francia buldogja, az art déco mozgalomról kapta a nevét.